# رينالدو ألديريت
رينالدو ألديريت (بالإسبانية: Reinaldo Alderete)‏ (17 يناير 1983 في سانتا في في الأرجنتين – )؛ هو لاعب كرة قدم أرجنتيني يلعب كلاعب وسط.

## وصلات خارجية
- رينالدو ألديريت على موقع قاعدة بيانات كرة القدم.إي يو (الإنجليزية)
- رينالدو ألديريت على موقع Soccerway.com (الإنجليزية)